# 菏泽站
菏泽站位于中华人民共和国山东省菏泽市牡丹区中华东路，建于1978年。是京九铁路和新兖铁路的交界点。现隶属济南局集团管辖，为客货运一等站。

## 历史
- 车站建于1978年
- 2012年8月1日菏泽站开始改造。其中自2013年10月1日零时起至12月31日24时止，菏泽站停办旅客列车客运业务。2014年7月26日改造完成。
- 2016年5月15日起，菏泽站开通Z602次始发进京列车。

## 旅客列车目的地
截至2016年5月21日，共有129班列车在菏泽站办理客运业务。

### 始发列车
菏泽站的始发列车包括4班济南局管内列车及一对进京列车，其中Z602次由哈尔滨铁路局Z17/18次列车套跑。
| 车次  | 目的地 | 列车所属路局 |
| ----- | ------ | ------------ |
| 5016  | 青岛北 | 济南铁路局   |
| 5040  | 威海   | 济南铁路局   |
| K8318 | 济南   | 济南铁路局   |
| Z602  | 北京   | 哈尔滨铁路局 |
| K8276 | 烟台   | 济南铁路局   |

### 过路停靠列车
作为京九线和新石线的交汇点，菏泽站也接发两条铁路各自的本线车及京九-新石跨线车。
| 列车所属路局   | 目的地 |
| -------------- | --- |
| 北京铁路局     | 北京西、赣州、杭州、洛阳（週末線）、深圳东、石家庄、天津                                                       |
| 广州局集团     | 北京豐臺、青岛北、深圳                                                                                         |
| 哈尔滨铁路局   | 重庆北、深圳東、廣州、哈尔滨西、哈尔滨、牡丹江、武昌、齐齐哈尔、海拉爾、襄阳、郑州、北京                       |
| 呼和浩特铁路局 | 包頭、深圳东                                                                                                   |
| 济南铁路局     | 北京、曹县、长沙、广州白云、济南、金華（淡季停開）、聊城（淡季停開）、南宁、青岛北、青岛、日照西、深圳东、烟台 |
| 南昌铁路局     | 北京豐臺、赣州、井冈山、福州、厦门北                                                                           |
| 上海铁路局     | 宿松、北京豐臺、黄山、连云港东、太原（金温公司担当）、温州（金温公司担当）                                     |
| 沈阳铁路局     | 长春、南宁、海口、深圳東、沈阳北、西安                                                                         |
| 太原铁路局     | 大同、廣州白云、杭州、海門、太原                                                                               |
| 郑州铁路局     | 北京豐臺（週末線）、郑州（週末線）                                                                             |